# Miles Magister
Майлз Магістер (англ. Miles Magister) — британський навчальний літак часів Другої світової війни. Інтенсивно використовувався в ВПС країн Британської співдружності для початкового навчання пілотів літаків і планерів, але також як літак зв'язку для вищого офіцерського складу ескадрилей.
Це був перший навчальний моноплан в Королівські ВПС, використовувався протягом всієї війни не менш ніж в 16 авіаційних школах аж до 1948 року. Після списання з військової авіації продовжував використовуватись в льотних клубах.

## Створення і виробництво
В 1936 році Міністерство авіації Великої Британії звернулось до компанії Miles Aircraft з специфікацією T.40/36 на створення наступника до їхнього навчального біплану Miles Hawk Trainer. Новий літак був першим навчальним монопланом прийнятим на озброєння. Окрім цього «Магістер», який був дерев'яної конструкції з фанерною обшивкою, зміг пройти через тодішню політику Міністерства авіації про приймання на озброєння виключно металевих літаків.
Порівняно з Hawk Trainer літак отримав більші кабіни, а також можливість для польоту в сліпу по інструментах. Згодом було видано нову специфікацію T.37/37 спеціально заточену під літак, а вже 20 березня 1937 року перший Miles M.14 Magister піднявся в повітря. Серійні літаки не відрізнялись від прототипа і вже в травні почали надходити на озброєння.

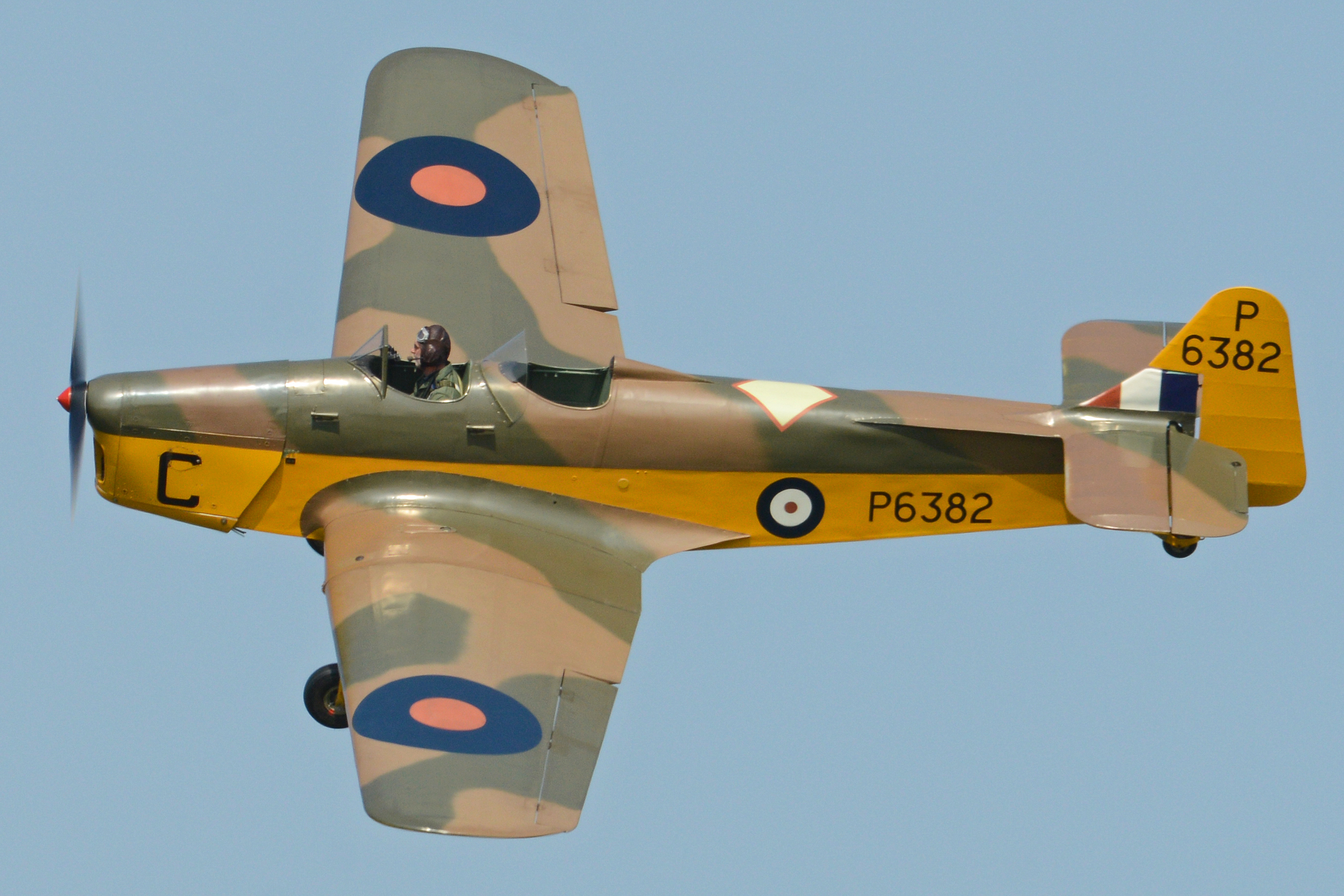
Magister в стандартному жовтому камуфляжі льотної школи. Помітно «анти-штопорні» планки на фюзеляжі що переходять в горизонтальну поверхню хвоста.

В процесі експлуатації було виявлено, що «Магістер» не міг вийти зі штопору, що і проявилось в ряді неприємних аварій (зокрема так було втрачено перший прототип). Для вирішення проблеми було піднято горизонтальні проблеми хвоста, перероблено задню частину фюзеляжу, а також додано горизонтальні «анти-штопорні» планки. Як виявилось цих рішень було замало для вирішення проблеми і згодом було перероблено кіль і подовжено крила. Цей літак отримав окреме позначення M.14A Magister. Окрім цього в школах часто знімали стандартні обтічники шасі, оскільки за них забивалось болото.
Виробництво тривало з 1937 по 1941 роки, і пік досягав 15 літаків за тиждень. Загальний контракт від Міністерства авіації склав 1229 літаків, але крім цього «Магістер» виготовлявся на експорт. Зокрема 42 літаки отримав Єгипет, 2 — Нова Зеландія, 15 — Ірландія, 4 — Туреччина. Остання також купила ліцензію на виробництво і локально виготовила близько 100 літаків. Цивільні оператори також викупили деяку частину літаків до війни, і після війни багато військових літаків було продано в цивільне користування.

## Військове використання

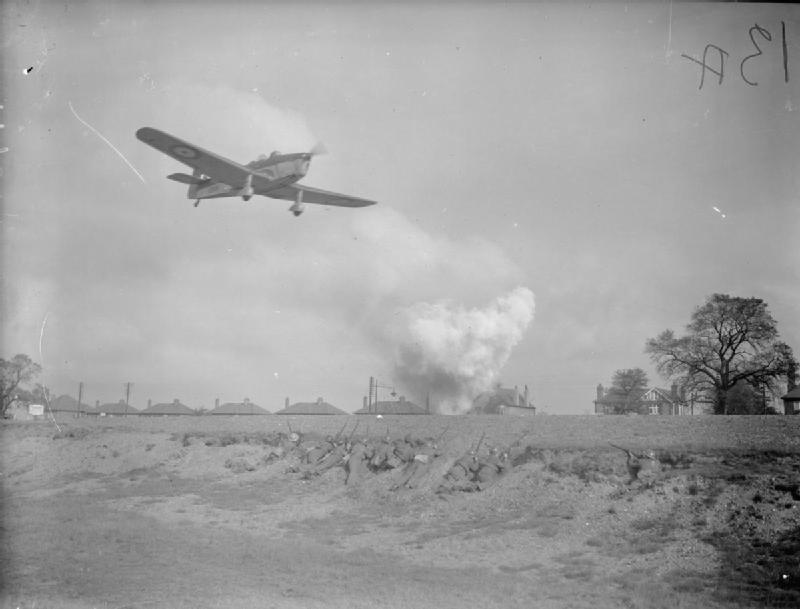
Magister в ролі ворожого штурмовика під час навчання піхоти. Донкастер, 14 жовтня 1940 року.

На службі Королівських ВПС «Магістер» проявив як необхідний навчальний літак. Через схему низькоплана він підходив для тренувань пілотів винищувачів. Побоюючись німецького вторгнення на острови в червні 1940 року близько 15 «Магістрів» були обладнані підвісами для перенесення восьми 11-кг бомб, але в ролі штурмовика жоден не використовувався.
Окрім тренувальних польотів «Магістер» використовувався для різних експериментів, зокрема в 1941 році було проведено експеримент з буксиром планера оснащеного бомбою для збільшення бомбового навантаження бомбардувальників. Експеримент в цілому був вдалий, але практично не використовувався через зростання виробництва важких бомбардувальників.
«Магістри» використовувались в багатьох льотних школах, а також в армії і на флоті. В армійській авіації вони використовувались для навчання пілотів планерів, а також як літак комунікації наземних сил. Багато «Магістрів» також грали роль особистого транспорту офіцерів, зокрема 40 бойових ескадрилей мали «Магістри» саме в цій ролі.

## Тактико-технічні характеристики
Дані з Consice Guide to British Aircraft of World War II

### Технічні характеристики
- Екіпаж: 2 особи
- Довжина: 7,51 м
- Висота: 2,03 м
- Розмах крила: 10,31 м
- Площа крила: 16,35 м²
- Маса порожнього: 583 кг
- Максимальна злітна маса: 862 кг
- Двигун: De Havilland Gipsy Major
- Потужність: 130 к. с. (97 кВт.)

### Льотні характеристики
- Максимальна швидкість: 212 км/год (на висоті 305 м.)
- Крейсерська швидкість: 198 км/год
- Практична стеля: 5485
- Дальність польоту: 612 км